# 罗伯特·亨利·康恩
罗伯特·亨利·康恩（英語：Robert Henry Conn，1925年6月8日—）是美国前政府官员。1981年至1984年，他担任海军副部长（财务管理和高级数据处理官员），1984年至1988年担任海军助理部长（财务管理和审计长）。

## 生平
1925年6月，罗伯特·亨利·康恩出生于新泽西州的布恩顿，是亨利·哈蒙德·康恩和维奥莱特·伯莎·多雷姆斯的儿子。1943年，他进入美国海军，从1943年到1946年就读于海军飞行学校;1946年，他被指定为美国海军飞行员。康恩曾在海军服役，担任过水上飞机、陆基巡逻轰炸机、舰载战斗机和攻击中队的职务，并担任过飞行指导员。从1954年到1956年，康恩在密西西比大学学习企业管理，1956年获得学士学位。
1962年，康恩考入罗切斯特大学，获得管理学硕士学位。1963年，康恩在海军战争学院学习，之后在印第安纳大学攻读管理学和经济学博士学位。1967年，康恩成为海军作战预算办公室主任助理。从1968年到1969年，他担任海军物资司令部舰队资源办公室主任。他因在舰队资源处的工作而获颁荣誉服务奖章。从1969年到1972年，他在海军审计长办公室担任预算和报告助理主任。1972年1月1日，康恩从美国海军退役，军衔为上校。
康恩随后加入安达信，担任联邦联络处经理。他在安达信工作到1981年。
1981年，美国总统罗纳德·里根提名康恩为海军副部长(财务管理和高级数据处理官员)，康恩于5月开始他的任期。1984年2月，里根总统正式任命康恩为海军助理部长(财务管理)，这是1984年3月至1988年12月15日离职期间康恩的头衔。由于他的服务，康恩被授予海军杰出服务奖章和国防杰出服务奖章。此外，康恩部长在他作为美国海军军官和飞行员的杰出职业生涯中被授予荣誉军团勋章。
康恩娶了弗吉尼亚·金妮·尼斯-布朗（纽约人老休·阿尔文·尼斯-布朗和弗吉尼亚·波西亚·罗亚尔·尼斯-布朗的女儿）。弗吉尼亚·内斯-布朗曾就读于史密斯学院。他们有五个孩子:鲍西娅·罗亚尔·康恩、朱迪丝·康恩、罗伯特·亨利·康恩、帕特里夏·英尼斯·康恩和凯瑟琳·伊丽莎白·康恩。2013年2月14日，罗伯特·H·康恩与梅雷迪斯·皮尔斯·米切尔（Meredith Pierce Mitchell）在缅因州的南港结婚。